# Kika Markham
Pour les articles homonymes, voir Markham (homonymie).
Kika Markham est une actrice britannique, née en 1940 à Macclesfield.

## Biographie
Kika Markham est la fille du comédien David Markham et la femme du comédien Corin Redgrave.
Elle débute dans le téléfilm Romeo and Juliet. François Truffaut l'engage en 1971 pour le rôle d'Ann Brown dans Les Deux Anglaises et le Continent.

## Filmographie sélective

### Cinéma

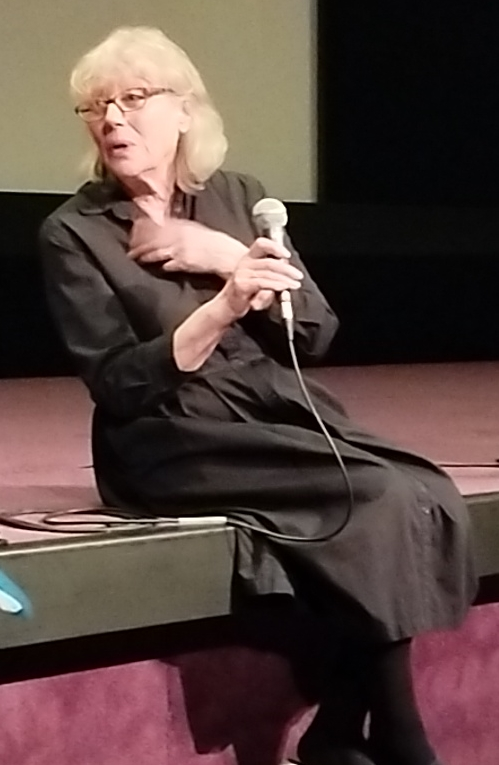
Kika Markham présentant Les Deux Anglaises et le Continent à la Cinémathèque française, en mai 2023.

- 1971 : Les Deux Anglaises et le Continent de François Truffaut : Ann Brown
- 1975 : Sept hommes à l'aube (Operation: Daybreak) de Lewis Gilbert : la femme de Curda
- 1976 : Noroît de Jacques Rivette : Erika
- 1981 : Outland de Peter Hyams : Carol
- 1999 : Wonderland de Michael Winterbottom : Eileen
- 2000 : Esther Kahn de Arnaud Desplechin : Trish
- 2002 : Feu de glace de Chen Kaige : Mrs. Blanchard
- 2018 : High Strung : Free Dance de Michael Damian : Rose Latour

### Télévision
- 1980 : Salade russe et crème anglaise (Blade on the Feather) de Richard Loncraine
- 1988 : Sherlock Holmes (série télévisée, saison 2 : L'Aventure de Wisteria Lodge) : Miss Burnet
- 1991 : Hercule Poirot (série télévisée, saison 3, épisode 6 : Un indice de trop) d'Andrew Piddington : la comtesse Vera Rossakoff
- 2013 : Mr Selfridge  (série télévisée, 2013-2016) : Lois Selfridge
- 2017 : Fearless  : Eleanor Banville